# Easy Peasy
Easy Peasy - tidligere Ubuntu Eee (IPA: /u'buntu i/ː) - er et styresystem der er specielt optimeret til Asus Eee PC serien. Ubuntu Eee er en uofficiel distribution af Ubuntu styresystemet. Ubuntu Eee har alle drivere til blandt Asus Eee PC 701 og 900-serien og vægter den bedste software frem for open source alternativer. 
Distributionen blev startet af Jon Ramvi og første udgivelse kom i 2008. 